# HMS Britannia (1904)
Броненосец «Британия» (англ. HMS Britannia) — британский эскадренный броненосец типа «Кинг Эдуард VII», седьмой корабль в серии.

## Описание конструкции

### Броневая защита
Главный броневой пояс толщиной 229 мм имел длину 79 м. При нормальном водоизмещении броневые плиты возвышались над ватерлинией на 0,66 м и уходили под воду на 1,68 м. В носовой части толщина пояса постепенно уменьшалась: на протяжении 4,8 м она составляла 178 мм, затем — 127 мм, после — 102 мм и затем до форштевня — 76 мм. В корму от траверзной переборки шли 51-мм броневые плиты, установленные на рубашку из двух слоев 12,7-мм судостроительной стали; таким образом, общая толщина пояса здесь достигла 76 мм.
Верхний пояс имел толщину 203 мм. В носовой части толщина броневых плит обоих поясов была одинаковой.
Броневой траверз примыкал к барбету кормовой башни под углом; толщина его на уровне главного пояса равнялась 254 мм, выше — 203 мм. Носового траверза не было.
Установки главного калибра: барбеты 305—152-мм (выше бортового бронирования барбеты защищались плитами в 305 мм и плитами в 152—203 мм за поясом), башни 305—203.
9,2" установки защищались бронёй в 229 мм и имели 102-мм барбеты, которые несколько выступали за обвод борта, образуя спонсон, бронированный 229-мм плитами.
Защита 152-мм артиллерии такая же как и на броненосце «Микаса»: единая бронированная батарея — верхняя цитадель — толщина брони цитадели составляла 178-мм.
Конструктивная броневая подводная защита отсутствовала.

## Гибель
9 ноября 1918 года броненосец «Британия» был торпедирован немецкой подводной лодкой UB-50 и затонул у мыса Трафальгар. По броненосцу было выпущено четыре торпеды, три из которых прошли мимо, но четвёртая торпеда из залпа подводной лодки UB-50 попала в среднюю часть корабля. Корабль получил крен 10º на левый борт. Второй взрыв вызвал пожар в погребах 9,2 дюймовых снарядов и взрыв кордита. Корабль оставался на плаву ещё порядка 2,5 часов, после чего затонул. С тонущего корабля было спасено 712 человек, из них 39 офицеров. Погибло 50 человек, 80 было ранено.
Броненосец «Британия» стал последним английским боевым кораблем потопленным во время Первой мировой войны. Два дня спустя было подписано Компьенское перемирие, положившее конец Первой мировой войне. Гибель броненосца «Британия» стала аллегорией гибели британского морского владычества.